# 제3경인고속도로 (기업)
제삼경인고속도로(第三京仁高速道路)는 한화그룹 계열사로 제3경인고속화도로를 담당하는 대한민국의 기업이다.

## 역사
- 2003년 12월 30일: 회사 설립
- 2006년 11월 20일: 제3경인고속화도로 착공
- 2010년 3월 18일: 제3경인고속화도로 정왕 나들목 ~ 월곶 분기점 구간 개통
- 2010년 5월 3일: 제3경인고속화도로 월곶 분기점 ~ 목감 나들목 구간 개통
- 2010년 8월 1일: 제3경인고속화도로 고잔 요금소 ~ 물왕 요금소 구간 통행료 징수 개시
- 2016년 4월 29일: 제3경인고속화도로-평택파주고속도로 동시흥 분기점 개통

## 같이 보기
- 제3경인고속화도로